# Liste der Baudenkmäler im Hasenbergl
Auf dieser Seite sind die Baudenkmäler im Münchner Stadtteil Hasenbergl im Stadtbezirk 24 Feldmoching-Hasenbergl  aufgelistet. Zu diesen Baudenkmälern gibt es auch eine Bildersammlung und ein Fotoalbum mit ausgewählten Bildern.
Diese Liste ist Teil der Liste der Baudenkmäler in München. Grundlage ist die Bayerische Denkmalliste, die auf Basis des bayerischen Denkmalschutzgesetzes vom 1. Oktober 1973 erstmals erstellt wurde und seither durch das Bayerische Landesamt für Denkmalpflege geführt und aktualisiert wird. Die folgenden Angaben ersetzen nicht die rechtsverbindliche Auskunft der Denkmalschutzbehörde.

## Einzelbauwerke
| Lage                          | Objekt                           | Beschreibung | Akten-Nr.        | Bild           |
| ----------------------------- | -------------------------------- | --- | ---------------- | -------------- |
| Ittlingerstraße 36 (Standort) | Ehemalige Volksschule Hasenbergl | mehrflügelige, um drei gestaltete Atriumshöfe gruppierte Anlage bestehend aus drei höheren langgestreckten Satteldachbauten, davon zwei zweigeschossige Klassenzimmertrakte und ein Sporthallentrakt, erdgeschossige Verbindungsgänge teilweise einseitig von nach außen gewandten Sonder- und Nebenräumen flankiert, von Helmut von Werz und Johann-Christoph Ottow, 1961–64 | D-1-62-000-11275 | BW             |
| Stanigplatz 11 (Standort)     | Evang.-Luth. Evangeliumskirche   | schlichter, längsgerichteter Saalbau in Betonskelettweise mit Ziegelausfachung, Mittelteil der Decke mit längsgerichtete Betonrippen, raumhohe Eckfenster im Altarbereich in rautenförmigen Betonformelementen farbig verglast, von Helmut von Werz, Johann-Christoph Ottow und Horst Müller, bezeichnet 1962; mit Ausstattung; Turm, freistehender Sichtziegelbau mit Schallöffnungen, gleichzeitig; Pfarrzentrum, zweigeschossiger Sichtziegelbau mit Flachsatteldach, gleichzeitig; Wohnhauszeile, zweigeschossiger Sichtziegelbau mit Betonbändern, gleichzeitig | D-1-62-000-7958  | weitere Bilder |
| Stanigplatz 13 (Standort)     | Kath. Pfarrkirche St. Nikolaus   | sichtziegeliger Zentralbau aus vier kreuzförmig angelegten halbkreisförmigen Wandschalen mit raumhohen schräggestellten Fenstern, vier mächtigen Stahlbetonsäulen das zeltartige Dach tragen und Verbindungsgang zum nördlichen Spitzturm, von Hansjakob Lill, 1962/63; mit Ausstattung; Pfarrhof mit Pfarrzentrum, obergeschossig schwarz getünchter Sichtziegelbau mit flachem Walmdach, erdgeschossigem Anbau und Verbindungsgang zur Kirche, gleichzeitig, 1977–80 nördlich erweitert                                                                            | D-1-62-000-7917  | weitere Bilder |